# 산드로비치 야바코
산드로비치 야바코 (サンドロビッチ・ヤバ子, 1984년 11월 1일 출생)는 일본 돗토리현 출신의 만화가이다.

## 개요
유적 발굴 아르바이트를 하고 있던 중, 은퇴 후 어부로 직업을 바꾸려고 할 때 자신의 사이트에서 연재하고 있던 웹 만화 "구도의 주먹"이 높은 호응을 얻어 스카우트를 받는다. 이 일을 계기로 우라 선데이 (쇼가쿠간)에서 작품 켄간 아슈라 (ケンガンアシュラ)로 2012년에 데뷔한다.

## 작품 목록
- 켄간 아슈라 (ケンガンアシュラ) (작화: 다로 메온 (だろめおん), 쇼가쿠간 우라 선데이, 2012년 4월 18일 - 2018년 8월 9일, 전 27권)
  - 켄간 오메가 (ケンガンオメガ) (작화: 다로 메온 (だろめおん), 쇼가쿠간 우라 선데이, 2019년 1월 17일 - 연재중, 전 19권)[4]
- 덤벨 몇 킬로 들 수 있어? (작화 : MAAM, 쇼가쿠관 우라 선데이, 2016년 8월 5일 - 연재중, 전 19권)
- 일승천금 (一勝千金) (작화: MAAM, 쇼가쿠관 우라 선데이, 2023년 5월 1일 - 연재중, 전 1권)